# Ctenotus australis
Ctenotus australis (західний вапняковий гребневухий сцинк) — вид сцинкоподібних ящірок родини сцинкових (Scincidae). Ендемік Австралії.

## Поширення і екологія
Західні вапнякові гребневухі сцинки мешкають в прибережних районах на південному заході Західної Австралії, від Перта до Карнарвона, зокрема на прибережній рівнині Свон. Вони живуть на прибережних дюнах і пустищах, а також в банксієвих лісах. Відкладають яйця.